# Річард Чіз
Річард Чіз (англ. Richard Cheese; 27 листопада 1965, Нью-Йорк) — американський співак, фронтмен групи «Richard Cheese and Lounge Against the Machine» з Лос-Анджелесу (Каліфорнія). Справжнє ім'я Марк Джонатан Девіс (Mark Jonathan Davis).
Група відома своїми жартами, кавер-версіями (переспів пісень), пісні відомих поп і рок музикантів. Назва групи «Lounge Against The Machine» являє собою пародію на назву групи Rage Against The Machine, а ім'я соліста (Richard Cheese) є каламбуром на вираження: «dick cheese» (сленгова назва смегми).